# Кјапуе Сопрано (Кунео)
Кјапуе Сопрано је насеље у Италији у округу Кунео, региону Пијемонт.
Према процени из 2011. у насељу је живело 5 становника. Насеље се налази на надморској висини од 955 м.